# イサーイクィ
イサーイクィ（ウクライナ語：Іса́йки；意訳：「イザヤの村」）は、ウクライナのキーウ州オブーヒウ地区にある村。レプヤーシュカ川河岸に位置する。1500年に創建された。面積は約4.3km²（2005年）。人口は1,211人（2005年）。